# Арнебия красивая
Арнебия красивая, Арнебия синяковидная, Арнебия благоуханная (лат. Arnebia pulchra) — вид многолетних травянистых растений рода Арнебия семейства Бурачниковые (Boraginaceae).

## Распространение
Естественным образом произрастает в Закавказье, Иране и Малой Азии. Встречается в горах на высотах 1500—3000 метров над уровнем моря.

## Ботаническое описание
Растение достигающее в высоту 20—40 см, с прямостоячими и раскидистыми простыми стеблями, густоветвистыми у верхушки. Все части растения редко покрыты мягкими волосками-щетинками.
У основания стебля прикорневые листья образуют густую розетку. Длина прикорневых листьев достигает 15 см, цвет листьев зелёный, форма — продолговатая или ланцетная, концы листьев коротко заострены, в нижней части листья сужаются в крылатый черешок. 
Редкие стеблевые листья сидячие, ланцетной формы, с острыми концами, длинной 3—5 см.
Многочисленные крупные трубчатые цветки жёлтого цвета с пятью лепестками, длиной около 2 см, образуют плотные соцветия. 
На отгибе венчика имеются крупные чёрные пятна, которые позже становятся бордово-фиолетовыми, а к концу цветения исчезают.
Цветение происходит в мае, июне.

## Значение и применения
В культуре встречается ограничено. Культивируется как красивоцветущее декоративное растение открытого грунта.
Предпочитает песчаные почвы, желательно хорошо дренированные и с добавлением мелкого гравия.
Морозостойкость умеренная, до минус 18 °C.

## Систематика
Часть источников помещают этот вид в род Huynhia под названием Huynhia pulchra (Roem. & Schult.) Greuter & Burdet — Гуния красивая, или Гуния прекрасная.
Другие синонимы:
- Aipyanthus pulchra (Willd. ex Roem. & Schult.) Kolak.
- Arnebia cyrousiana Parsa
- Arnebia longiflora K.Koch
- Echioides longiflorum (K.Koch) I.M.Johnst.
- Lycopsis pulchra Willd. ex Roem. & Schult.